# ألكسندر باروس
ألكسندر باروس (بالألمانية: Alexander Parvus) (8 سبتمبر 1867 - 1924) هو منظر ماركسي، ثائر وناشط محل خلاف في الحزب الديمقراطي الاجتماعي الألماني. ولد في ألمانيا لعائلة يهودية فقيرة. خلال إحدى فترات حياته انتقل إلى إسطنبول حيث أسس شركة لتجارة السلاح وازدهرت أرباحها خلال حروب البلقان. عمل مستشارًا سياسيًّا وماليًّا لحزب تركيا الفتاة المعادي للخلافة العثمانية وكان يرأس إحدى الصحف اليومية.

## سيرته

### فترة إسطنبول
بعد فترة ليست طويلة انتقل إلى إسطنبول في تركيا، حيث عاش لخمس سنوات. هناك أسس لشركة لتجارة الأسلحة والتي ازدهرت أرباحها في فترة حرب البلقان . أصبح المستشار السياسي والمالي لحزب تركيا الفتاة . في عام 1912 أصبح محررا في صحيفة Turk Yurdu اليومية. شركته تعاملت مع توزيع الأغذية للجيش التركي وكانت شريكا تجاريا مع كل من شركة كروب الألمانية لانتاج الصلب والأسلحة، شركة فيكرز المحدودة البريطانية ومع تاجر الأسلحة الشهير باسل زاهروف. تعامله مع شركة فايكرز المتحدة البريطانية في أوقات الحروب أسس لفرضية ان باروس كان أيضا يعمل جاسوسا للمخابرات البريطانية.

## روابط خارجية
- ألكسندر باروس على موقع الموسوعة البريطانية (الإنجليزية)